# Cratere Nobile
Nobile è un cratere lunare di 79,27 km situato nella parte sud-orientale della faccia visibile della Luna.